# Список городов Российской империи в 1840 году
Список городов Российской империи по данным на 1840 год (без Польши и Финляндии).
Жёлтым цветом выделены города, утратившие этот статус к настоящему времени.

## Архангельская губерния
| город       | численность населения | статус в 1840 году         | современный статус                                    |
| ----------- | --------------------- | -------------------------- | ----------------------------------------------------- |
| Архангельск | 10 544                | Центр одноимённой губернии | Город, центр Архангельской области, Россия            |
| Кемь        | 1726                  | Центр уезда                | Город, районный центр в Карелии, Россия               |
| Кола        | 769                   | Центр уезда                | Город, районный центр в Мурманской области, Россия    |
| Мезень      | 1592                  | Центр уезда                | Город, районный центр в Архангельской области, Россия |
| Онега       | 1448                  | Центр уезда                | Город, районный центр в Архангельской области, Россия |
| Пинега      | 666                   | Центр уезда                | Посёлок в Архангельской области, Россия               |
| Холмогоры   | 1326                  | Центр уезда                | Село, районный центр в Архангельской области, Россия  |
| Шенкурск    | 565                   | Центр уезда                | Город, районный центр в Архангельской области, Россия |

## Астраханская губерния
| город      | численность населения | статус в 1840 году         | современный статус                                             |
| ---------- | --------------------- | -------------------------- | -------------------------------------------------------------- |
| Астрахань  | 45 703                | Центр одноимённой губернии | Город, центр Астраханской области, Россия                      |
| Енотаевск  | 1417                  | Центр уезда                | Енотаевка. Село, районный центр в Астраханской области, Россия |
| Красный Яр | 2953                  | Центр уезда                | Село, районный центр в Астраханской области, Россия            |
| Чёрный Яр  | 2989                  | Центр уезда                | Село, районный центр в Астраханской области, Россия            |

## Белостокская область
| город                                 | численность населения | статус в 1840 году        | современный статус                 |
| ------------------------------------- | --------------------- | ------------------------- | ---------------------------------- |
| Белосток                              | 10 616                | Центр одноимённой области | Город, центр воеводства, Польша    |
| Бельск                                | 1565                  | Центр уезда               | Бельск-Подляски. Город, Польша     |
| Брянск                                | 1421                  | Заштатный город           | Браньск. Город, Польша             |
| Васильково                            | 1470                  | Заштатный город           | Василькув. Город, Польша           |
| Гониондз                              | 2575                  | Заштатный город           | Гонёндз. Город, Польша             |
| Домбров                               | 1454                  | Заштатный город           | Домброва-Белостоцка. Город, Польша |
| Дрогичин                              | 1026                  | Центр уезда               | Дрохичин. Город, Польша            |
| Клещели                               | 1373                  | Заштатный город           | Клещеле. Город, Польша             |
| Кнышин                                | 2372                  | Заштатный город           | Город, Польша                      |
| Корицын                               | 757                   | Заштатный город           | Корыцин. Деревня, Польша           |
| Кузница Kuźnica                       | 1213                  | Заштатный город           | Кузница. Деревня, Польша           |
| Мельник                               | 875                   | Заштатный город           | Деревня, Польша                    |
| Нарев                                 | 1776                  | Заштатный город           | Деревня, Польша                    |
| Новодвор                              | 953                   | Заштатный город           | Новы Двур. Деревня, Польша         |
| Одельск                               | 1470                  | Заштатный город           | Деревня, Белоруссия                |
| Соколка                               | 2673                  | Центр уезда               | Сокулка. Город, Польша             |
| Сураж                                 | 1736                  | Заштатный город           | Город, Польша                      |
| Суховоль                              | 2008                  | Заштатный город           | Суховоля. Город, Польша            |
| Янов pl:Janów (województwo podlaskie) | 1799                  | Заштатный город           | Янув. Деревня, Польша              |

## Бессарабская область
| город    | численность населения | статус в 1840 году         | современный статус                                         |
| -------- | --------------------- | -------------------------- | ---------------------------------------------------------- |
| Кишинёв  | 42 636                | Центр Бессарабской области | Город, столица Молдавии                                    |
| Аккерман | 25 339                | Центр уезда                | Белгород-Днестровский. Город, районный центр, Украина      |
| Бельцы   | 6138                  | Центр уезда                | Бэлць. Город республиканского подчинения, Молдавия         |
| Бендеры  | 10 012                | Центр уезда                | Город республиканского подчинения, Приднестровье, Молдавия |
| Кагул    | 528                   | Центр уезда                | Город, районный центр, Молдавия                            |
| Леов     | н. д.                 | Заштатный город            | Леова. Город, районный центр, Молдавия                     |
| Оргеев   | 4091                  | Центр уезда                | Орхей. Город, районный центр, Молдавия                     |
| Сорока   | 565                   | Центр уезда                | Город, районный центр, Молдавия                            |
| Хотин    | 11 068                | Центр уезда                | Город, районный центр, Украина                             |

## Виленская губерния
| город             | численность населения | статус в 1840 году         | современный статус                      |
| ----------------- | --------------------- | -------------------------- | --------------------------------------- |
| Видзы             | 2861                  | Заштатный город            | Городской посёлок, Белоруссия           |
| Вилькомир         | 5275                  | Центр уезда                | Укмерге. Город, районный центр, Литва   |
| Вильна            | 53 538                | Центр одноимённой губернии | Вильнюс. Город, столица Литвы           |
| Ковно             | 9527                  | Центр уезда                | Каунас. Город, уездный центр, Литва     |
| Новоалександровск | 586                   | Центр уезда                | Зарасай. Город, районный центр, Литва   |
| Ошмяны            | 1692                  | Центр уезда                | Город, районный центр, Белоруссия       |
| Поневеж           | 5979                  | Центр уезда                | Паневежис. Город, уездный центр, Литва  |
| Россиены          | 6210                  | Центр уезда                | Расейняй. Город, районный центр, Литва  |
| Свенцяны          | 4859                  | Центр уезда                | Швянчёнис. Город, районный центр, Литва |
| Тельши            | 4151                  | Центр уезда                | Тельшяй. Город, уездный центр, Литва    |
| Троки             | 1794                  | Центр уезда                | Тракай. Город, районный центр, Литва    |
| Шавли             | 2363                  | Центр уезда                | Шяуляй. Город, уездный центр, Литва     |
| Шадов             | 1434                  | Заштатный город            | Шедува. Город, районный центр, Литва    |
| Юрбург            | н. д.                 | Заштатный город            | Юрбаркас. Город, районный центр, Литва  |

## Витебская губерния
| город    | численность населения | статус в 1840 году         | современный статус                                    |
| -------- | --------------------- | -------------------------- | ----------------------------------------------------- |
| Велиж    | 9456                  | Центр уезда                | Город, районный центр в Смоленской области, Россия    |
| Витебск  | 17 861                | Центр одноимённой губернии | Город, областной центр, Белоруссия                    |
| Городок  | 2343                  | Центр уезда                | Город, районный центр, Белоруссия                     |
| Динабург | 7080                  | Центр уезда                | Даугавпилс. Город республиканского подчинения, Латвия |
| Дриса    | 1193                  | Центр уезда                | Верхнедвинск. Город, районный центр, Белоруссия       |
| Лепель   | 1907                  | Центр уезда                | Город, районный центр, Белоруссия                     |
| Люцин    | 4409                  | Центр уезда                | Лудза. Город, Латвия                                  |
| Невель   | 5770                  | Центр уезда                | Город, районный центр в Псковской области, Россия     |
| Полоцк   | 10 283                | Центр уезда                | Город, районный центр, Белоруссия                     |
| Режица   | 1134                  | Центр уезда                | Резекне. Город республиканского подчинения, Латвия    |
| Себеж    | 1748                  | Центр уезда                | Город, районный центр в Псковской области, Россия     |
| Сураж    | 1599                  | Заштатный город            | Городской посёлок, Белоруссия                         |

## Владимирская губерния
| город                | численность населения | статус в 1840 году         | современный статус                                    |
| -------------------- | --------------------- | -------------------------- | ----------------------------------------------------- |
| Александров          | 2150                  | Центр уезда                | Город, районный центр во Владимирской области, Россия |
| Владимир             | 12 035                | Центр одноимённой губернии | Город, центр Владимирской области, Россия             |
| Вязники              | 4107                  | Центр уезда                | Город, районный центр во Владимирской области, Россия |
| Гороховец            | 2276                  | Центр уезда                | Город, районный центр во Владимирской области, Россия |
| Киржач               | 1534                  | Заштатный город            | Город, районный центр во Владимирской области, Россия |
| Ковров               | 1509                  | Центр уезда                | Город, районный центр во Владимирской области, Россия |
| Меленки              | 3410                  | Центр уезда                | Город, районный центр во Владимирской области, Россия |
| Муром                | 9618                  | Центр уезда                | Город, районный центр во Владимирской области, Россия |
| Переславль-Залесский | 5334                  | Центр уезда                | Город, районный центр в Ярославской области, Россия   |
| Покров               | 1638                  | Центр уезда                | Город во Владимирской области, Россия                 |
| Судогда              | 1577                  | Центр уезда                | Город, районный центр во Владимирской области, Россия |
| Шуя                  | 3183                  | Центр уезда                | Город, районный центр в Ивановской области, Россия    |
| Юрьев-Польский       | 3717                  | Центр уезда                | Город, районный центр во Владимирской области, Россия |

## Вологодская губерния
| город         | численность населения | статус в 1840 году         | современный статус                                                 |
| ------------- | --------------------- | -------------------------- | ------------------------------------------------------------------ |
| Вельск        | 1046                  | Центр уезда                | Город, районный центр в Архангельской области, Россия              |
| Вологда       | 16 324                | Центр одноимённой губернии | Город, центр Вологодской области, Россия                           |
| Грязовец      | 2403                  | Центр уезда                | Город, районный центр в Вологодской области, Россия                |
| Кадников      | 1726                  | Центр уезда                | Город в Вологодской области, Россия                                |
| Красноборск   | 455                   | Заштатный город            | Село, районный центр в Архангельской области, Россия               |
| Лальск        | 789                   | Заштатный город            | Пгт в Кировской области, Россия                                    |
| Никольск      | 1083                  | Центр уезда                | Город, районный центр в Вологодской области, Россия                |
| Сольвычегодск | 1261                  | Центр уезда                | Город в Архангельской области, Россия                              |
| Тотьма        | 2608                  | Центр уезда                | Город, районный центр в Вологодской области, Россия                |
| Устюг         | 8081                  | Центр уезда                | Великий Устюг. Город, районный центр в Вологодской области, Россия |
| Устьсысольск  | 3085                  | Центр уезда                | Сыктывкар. Город, центр Республики Коми, Россия                    |
| Яренск        | 1270                  | Центр уезда                | Село, районный центр в Архангельской области, Россия               |

## Волынская губерния
| город              | численность населения | статус в 1840 году       | современный статус                      |
| ------------------ | --------------------- | ------------------------ | --------------------------------------- |
| Владимир-Волынский | 5559                  | Центр уезда              | Город, районный центр, Украина          |
| Дубно              | 10 098                | Центр уезда              | Город, районный центр, Украина          |
| Житомир            | 17 434                | Центр Волынской губернии | Город, областной центр, Украина         |
| Заславль           | 9196                  | Центр уезда              | Изяслав. Город, районный центр, Украина |
| Ковель             | 4184                  | Центр уезда              | Город, районный центр, Украина          |
| Кременец           | 10 290                | Центр уезда              | Город, районный центр, Украина          |
| Луцк               | 7019                  | Центр уезда              | Город, областной центр, Украина         |
| Новоград-Волынский | 6138                  | Центр уезда              | Город, районный центр, Украина          |
| Овруч              | 3894                  | Центр уезда              | Город, районный центр, Украина          |
| Острог             | 9657                  | Центр уезда              | Город, районный центр, Украина          |
| Ровно              | 5411                  | Центр уезда              | Город, областной центр, Украина         |
| Староконстантинов  | 11 081                | Центр одноимённого уезда | Город, районный центр, Украина          |

## Воронежская губерния
| город       | численность населения | статус в 1840 году         | современный статус                                   |
| ----------- | --------------------- | -------------------------- | ---------------------------------------------------- |
| Бирюч       | 3240                  | Центр уезда                | Город, районный центр в Белгородской области, Россия |
| Бобров      | 2414                  | Центр уезда                | Город, районный центр в Воронежской области, Россия  |
| Богучар     | 1684                  | Центр уезда                | Город, районный центр в Воронежской области, Россия  |
| Валуйки     | 3205                  | Центр уезда                | Город, районный центр в Белгородской области, Россия |
| Воронеж     | 43 800                | Центр одноимённой губернии | Город, центр Воронежской области, Россия             |
| Задонск     | 3807                  | Центр уезда                | Город, районный центр в Липецкой области, Россия     |
| Землянск    | 2472                  | Центр уезда                | Село в Воронежской области, Россия                   |
| Калитва     | 3590                  | Заштатный город            | Новая Калитва. Село в Воронежской области, Россия    |
| Коротояк    | 7279                  | Центр уезда                | Село в Воронежской области, Россия                   |
| Ливенск     | 2404                  | Заштатный город            | Ливенка. Село в Белгородской области, Россия         |
| Нижнедевицк | 1573                  | Центр уезда                | Село, районный центр в Воронежской области, Россия   |
| Новохопёрск | 3503                  | Центр уезда                | Город, районный центр в Воронежской области, Россия  |
| Острогожск  | 6198                  | Центр уезда                | Город, районный центр в Воронежской области, Россия  |
| Павловск    | 3514                  | Центр уезда                | Город, районный центр в Воронежской области, Россия  |

## Вятская губерния
| город          | численность населения | статус в 1840 году         | современный статус                                        |
| -------------- | --------------------- | -------------------------- | --------------------------------------------------------- |
| Вятка          | 10 591                | Центр одноимённой губернии | Киров. Город, центр Кировской области, Россия             |
| Глазов         | 1181                  | Центр уезда                | Город, районный центр в Удмуртии, Россия                  |
| Елабуга        | 4635                  | Центр уезда                | Город, районный центр в Татарстане, Россия                |
| Кай            | 811                   | Заштатный город            | Село в Кировской области, Россия                          |
| Котельнич      | 2147                  | Центр уезда                | Город, районный центр в Кировской области, Россия         |
| Малмыш         | 1514                  | Центр уезда                | Малмыж. Город, районный центр в Кировской области, Россия |
| Нолинск        | 1889                  | Центр уезда                | Город, районный центр в Кировской области, Россия         |
| Орлов          | 3237                  | Центр уезда                | Город, районный центр в Кировской области, Россия         |
| Сарапул        | 5025                  | Центр уезда                | Город, районный центр в Удмуртии, Россия                  |
| Слободской     | 5588                  | Центр уезда                | Город, районный центр в Кировской области, Россия         |
| Уржум          | 1165                  | Центр уезда                | Город, районный центр в Кировской области, Россия         |
| Царёвосанчурск | 736                   | Заштатный город            | Санчурск. Пгт, районный центр в Кировской области, Россия |
| Яранск         | 1409                  | Центр уезда                | Город, районный центр в Кировской области, Россия         |

## Гродненская губерния
| город           | численность населения | статус в 1840 году         | современный статус                                   |
| --------------- | --------------------- | -------------------------- | ---------------------------------------------------- |
| Брест-Литовский | 11 296                | Центр уезда                | Брест. Город, областной центр, Белоруссия            |
| Волковыск       | 2992                  | Центр уезда                | Город, районный центр, Белоруссия                    |
| Гродна          | 18 400 (1856)         | Центр одноимённой губернии | Гродно. Город, центр Гродненской области, Белоруссия |
| Кобрин          | 5873                  | Центр уезда                | Город, районный центр, Белоруссия                    |
| Лида            | 3446                  | Центр уезда                | Город, районный центр, Белоруссия                    |
| Новогрудок      | 3743                  | Центр уезда                | Город, районный центр, Белоруссия                    |
| Пружаны         | 3909                  | Центр уезда                | Город, районный центр, Белоруссия                    |
| Слоним          | 7560                  | Центр уезда                | Город, районный центр, Белоруссия                    |

## Екатеринославская губерния
| город           | численность населения | статус в 1840 году         | современный статус                                      |
| --------------- | --------------------- | -------------------------- | ------------------------------------------------------- |
| Александровск   | 2569                  | Центр уезда                | Запорожье. Город, областной центр, Украина              |
| Бахмут          | 6596                  | Центр уезда                | Город, районный центр, Украина                          |
| Верхнеднепровск | 2809                  | Центр уезда                | Город, районный центр, Украина                          |
| Екатеринослав   | 12 414                | Центр одноимённой губернии | Днепр. Город, областной центр, Украина                  |
| Новомосковск    | 9382                  | Центр уезда                | Город, районный центр, Украина                          |
| Павлоград       | 5634                  | Центр уезда                | Город, районный центр, Украина                          |
| Ростов          | 8609                  | Центр уезда                | Ростов-на-Дону. Город, центр Ростовской области, Россия |
| Славяносербск   | 2149                  | Центр уезда                | Пгт, районный центр, Украина                            |

## Енисейская губерния
| город      | численность населения | статус в 1840 году        | современный статус                                |
| ---------- | --------------------- | ------------------------- | ------------------------------------------------- |
| Ачинск     | 2158                  | Центр округа              | Город, районный центр в Красноярском крае, Россия |
| Енисейск   | 5928                  | Центр округа              | Город, районный центр в Красноярском крае, Россия |
| Канск      | 1496                  | Центр округа              | Город, районный центр в Красноярском крае, Россия |
| Красноярск | 6888                  | Центр Енисейской губернии | Город, центр Красноярского края, Россия           |
| Минусинск  | 1372                  | Центр округа              | Город, районный центр в Красноярском крае, Россия |
| Туруханск  | 417                   | Заштатный город           | Село, районный центр в Красноярском крае, Россия  |

## Закавказский край

### Грузино-Имеретинская губерния
| город          | численность населения | статус в 1840 году                   | современный статус                                            |
| -------------- | --------------------- | ------------------------------------ | ------------------------------------------------------------- |
| Александрополь | н. д.                 | Центр одноимённого уезда             | Гюмри. Город, центр Ширакской области, Армения                |
| Ахалцых        | н. д.                 | Центр одноимённого уезда             | Ахалцихе. Город, районный центр, Грузия                       |
| Гори           | 8626                  | Центр одноимённого уезда             | Город, центр края Шида-Картли, Грузия                         |
| Душет          | 1861                  | Заштатный город Горийского уезда     | Душети. Город, районный центр, Грузия                         |
| Елисаветполь   | 8633                  | Центр одноимённого уезда             | Гянджа. Город республиканского подчинения, Азербайджан        |
| Кутаис         | 3905                  | Центр одноимённого уезда             | Кутаиси. Город, центр края Имеретия, Грузия                   |
| Нахичевань     | н. д.                 | Центр одноимённого уезда             | Город, центр Нахичеванской Автономной Республики, Азербайджан |
| Ордубат        | н. д.                 | Заштатный город Нахичеванского уезда | Ордубад. Город, районный центр, Азербайджан                   |
| Сигнах         | 3200                  | Заштатный город Телавского уезда     | Сигнахи. Город, районный центр, Грузия                        |
| Телав          | 3088                  | Центр одноимённого уезда             | Телави. Город, районный центр, Грузия                         |
| Тифлис         | 29 744                | Центр Грузино-Имеретинской губернии  | Тбилиси. Город, столица Грузии                                |
| Эривань        | 8623                  | Центр одноимённого уезда             | Ереван. Город, столица Армении                                |

### Каспийская область
| город    | численность населения | статус в 1840 году       | современный статус                            |
| -------- | --------------------- | ------------------------ | --------------------------------------------- |
| Баку     | н. д.                 | Центр уезда              | Город, столица Азербайджана                   |
| Дербент  | н. д.                 | Центр уезда              | Город, районный центр в Дагестане, Россия     |
| Куба     | н. д.                 | Центр уезда              | Город, районный центр, Азербайджан            |
| Ленкоран | н. д.                 | Центр уезда              | Ленкорань. Город, районный центр, Азербайджан |
| Нуха     | н. д.                 | Центр уезда              | Шеки. Город, районный центр, Азербайджан      |
| Сальян   | н. д.                 | Заштатный город          | Сальяны. Город, районный центр, Азербайджан   |
| Шемаха   | 6248                  | Центр Каспийской области | Город, районный центр, Азербайджан            |
| Шуша     | н. д.                 | Центр уезда              | Город, районный центр, Азербайджан            |

## Земля Войска Донского
| город        | численность населения | статус в 1840 году          | современный статус                                       |
| ------------ | --------------------- | --------------------------- | -------------------------------------------------------- |
| Новочеркасск | 17 846                | Центр земли Войска Донского | Город областного подчинения в Ростовской области, Россия |

## Иркутская губерния
| город         | численность населения | статус в 1840 году         | современный статус                                 |
| ------------- | --------------------- | -------------------------- | -------------------------------------------------- |
| Балаганск     | 106                   | Заштатный город            | Затоплен водами Братского водохранилища            |
| Баргузинск    | 275                   | Заштатный город            | Баргузин. Село, районный центр в Бурятии, Россия   |
| Верхнеудинск  | 3352                  | Центр округа               | Улан-Удэ. Город, центр Бурятии, Россия             |
| Иркутск       | 14 175                | Центр одноимённой губернии | Город, центр Иркутской области, Россия             |
| Киренск       | 830                   | Центр округа               | Город, районный центр в Иркутской области, Россия  |
| Кяхта         | 350                   | Заштатный город            | Город, районный центр в Бурятии, Россия            |
| Нерчинск      | 3331                  | Центр округа               | Город, районный центр в Забайкальском крае, Россия |
| Нижнеудинск   | 793                   | Центр округа               | Город, районный центр в Иркутской области, Россия  |
| Селенгинск    | 945                   | Заштатный город            | Новоселенгинск. Село в Бурятии, Россия             |
| Сретенск      | н. д.                 | Заштатный город            | Город, районный центр в Забайкальском крае, Россия |
| Троицкосавск  | 6296                  | Заштатный город            | Объединён с городом Кяхта                          |
| Цурухайтуевск | н. д.                 | Заштатный город            | Староцурухайтуй. Село в Забайкальском крае, Россия |

## Кавказская область
| город      | численность населения | статус в 1840 году                 | современный статус                                      |
| ---------- | --------------------- | ---------------------------------- | ------------------------------------------------------- |
| Георгиевск | н. д.                 | Заштатный город Пятигорского уезда | Город, районный центр в Ставропольском крае, Россия     |
| Кизляр     | 6127                  | Центр одноимённого уезда           | Город, районный центр в Дагестане, Россия               |
| Моздок     | 5586                  | Центр одноимённого уезда           | Город, районный центр в Северной Осетии, Россия         |
| Пятигорск  | 1585                  | Центр одноимённого уезда           | Город краевого подчинения в Ставропольском крае, Россия |
| Ставрополь | 6963                  | Центр Кавказской области           | Город, центр Ставропольского края, Россия               |

### Земля войска Черноморского
| город        | численность населения | статус в 1840 году               | современный статус                                     |
| ------------ | --------------------- | -------------------------------- | ------------------------------------------------------ |
| Анапа        | н. д.                 | Крепость                         | Город краевого подчинения в Краснодарском крае, Россия |
| Екатеринодар | н. д.                 | Центр Земли войска Черноморского | Краснодар. Город, центр Краснодарского края, Россия    |

## Казанская губерния
| город          | численность населения | статус в 1840 году         | современный статус                                   |
| -------------- | --------------------- | -------------------------- | ---------------------------------------------------- |
| Арск           | 1551                  | Заштатный город            | Город, районный центр в Татарстане, Россия           |
| Казань         | 45 343                | Центр одноимённой губернии | Город, центр Республики Татарстан, Россия            |
| Козьмодемьянск | 4254                  | Центр уезда                | Город, районный центр в Республике Марий Эл, Россия  |
| Лаишев         | 2609                  | Центр уезда                | Лаишево. Город, районный центр в Татарстане, Россия  |
| Мамадыш        | 3655                  | Центр уезда                | Город, районный центр в Татарстане, Россия           |
| Свияжск        | 1795                  | Центр уезда                | Село в Татарстане, Россия                            |
| Спасск         | 2153                  | Центр уезда                | Болгар. Город, районный центр в Татарстане, Россия   |
| Тетюши         | 1751                  | Центр уезда                | Город, районный центр в Татарстане, Россия           |
| Царевококшайск | 967                   | Центр уезда                | Йошкар-Ола. Город, центр Республики Марий Эл, Россия |
| Цивильск       | 1294                  | Центр уезда                | Город, районный центр в Чувашии, Россия              |
| Чебоксары      | 5129                  | Центр уезда                | Город, центр Чувашской Республики, Россия            |
| Чистополь      | 6805                  | Центр уезда                | Город, районный центр в Татарстане, Россия           |
| Ядрин          | 1989                  | Центр уезда                | Город, районный центр в Чувашии, Россия              |

## Калужская губерния
| город         | численность населения | статус в 1840 году         | современный статус                                |
| ------------- | --------------------- | -------------------------- | ------------------------------------------------- |
| Боровск       | 8109                  | Центр уезда                | Город, районный центр в Калужской области, Россия |
| Воротынск     | 124                   | Заштатный город            | Посёлок в Калужской области, Россия               |
| Жиздра        | 8200                  | Центр уезда                | Город, районный центр в Калужской области, Россия |
| Калуга        | 35 274                | Центр одноимённой губернии | Город, центр Калужской области России             |
| Козельск      | 8794                  | Центр уезда                | Город, районный центр в Калужской области, Россия |
| Лихвин        | 2763                  | Центр уезда                | Чекалин. Город в Тульской области, Россия         |
| Малоярославец | 2219                  | Центр уезда                | Город, районный центр в Калужской области, Россия |
| Медынь        | 2754                  | Центр уезда                | Город, районный центр в Калужской области, Россия |
| Мещовск       | 4099                  | Центр уезда                | Город, районный центр в Калужской области, Россия |
| Мосальск      | 2771                  | Центр уезда                | Город, районный центр в Калужской области, Россия |
| Перемышль     | 2703                  | Центр уезда                | Село, районный центр в Калужской области, Россия  |
| Серпейск      | 1658                  | Заштатный город            | Село в Калужской области, Россия                  |
| Таруса        | 2386                  | Центр уезда                | Город, районный центр в Калужской области, Россия |

## Киевская губерния
| город        | численность населения | статус в 1840 году         | современный статус                        |
| ------------ | --------------------- | -------------------------- | ----------------------------------------- |
| Богуслав     | 7740                  | Заштатный город            | Город, районный центр, Украина            |
| Васильков    | 7944                  | Центр уезда                | Город, районный центр, Украина            |
| Звенигородка | 7149                  | Центр уезда                | Город, районный центр, Украина            |
| Канев        | 3335                  | Центр уезда                | Город, районный центр, Украина            |
| Киев         | 44 683                | Центр одноимённой губернии | Город, столица Украины                    |
| Липовец      | 3486                  | Центр уезда                | Город, районный центр, Украина            |
| Махновка     | 3609                  | Центр уезда                | Село, Украина                             |
| Радомысль    | 5154                  | Центр уезда                | Радомышль. Город, районный центр, Украина |
| Сквира       | 5592                  | Центр уезда                | Город, районный центр, Украина            |
| Тараща       | 4916                  | Центр уезда                | Город, районный центр, Украина            |
| Умань        | 9743                  | Центр уезда                | Город, районный центр, Украина            |
| Черкассы     | 9168                  | Центр уезда                | Город, областной центр, Украина           |
| Чигирин      | 5039                  | Центр уезда                | Город, районный центр, Украина            |

## Костромская губерния
| город      | численность населения | статус в 1840 году         | современный статус                                             |
| ---------- | --------------------- | -------------------------- | -------------------------------------------------------------- |
| Буй        | 1163                  | Центр уезда                | Город, районный центр в Костромской области, Россия            |
| Варнавин   | 623                   | Центр уезда                | Варнавино. Пгт, районный центр в Нижегородской области, Россия |
| Ветлуга    | 1861                  | Центр уезда                | Город, районный центр в Нижегородской области, Россия          |
| Галич      | 5119                  | Центр уезда                | Город, районный центр в Костромской области, Россия            |
| Кадый      | 595                   | Заштатный город            | Пгт, районный центр в Костромской области, Россия              |
| Кинешма    | 3641                  | Центр уезда                | Город, районный центр в Ивановской области, Россия             |
| Кологрив   | 1005                  | Центр уезда                | Город, районный центр в Костромской области, Россия            |
| Кострома   | 12 160                | Центр одноимённой губернии | Город, центр Костромской области России                        |
| Лух        | 1452                  | Заштатный город            | Пгт, районный центр в Ивановской области, Россия               |
| Макарьев   | 2901                  | Центр уезда                | Город, районный центр в Костромской области, Россия            |
| Нерехта    | 1740                  | Центр уезда                | Город, районный центр в Костромской области, Россия            |
| Плёс       | 1876                  | Заштатный город            | Город в Ивановской области, Россия                             |
| Солигалич  | 3665                  | Центр уезда                | Город, районный центр в Костромской области, Россия            |
| Судиславль | 1027                  | Заштатный город            | Пгт, районный центр в Костромской области, Россия              |
| Унжа       | 1137                  | Заштатный город            | Село в Костромской области, Россия                             |
| Чухлома    | 1308                  | Центр уезда                | Город, районный центр в Костромской области, Россия            |
| Юрьевец    | 2325                  | Центр уезда                | Город, районный центр в Ивановской области, Россия             |

## Курляндская губерния
| город       | численность населения | статус в 1840 году         | современный статус                                    |
| ----------- | --------------------- | -------------------------- | ----------------------------------------------------- |
| Бауск       | 2357                  | Заштатный город            | Бауска. Город в Латвии                                |
| Виндава     | 1873                  | Заштатный город            | Вентспилс. Город республиканского подчинения в Латвии |
| Газенпот    | 2312                  | Центр уезда                | Айзпуте. Город в Латвии                               |
| Гольдинген  | 4284                  | Центр уезда                | Кулдига. Город в Латвии                               |
| Гробин      | 1167                  | Заштатный город            | Гробиня. Город в Латвии                               |
| Либава      | 10 992                | Заштатный город            | Лиепая. Город республиканского подчинения в Латвии    |
| Митава      | 22 948                | Центр Курляндской губернии | Елгава. Город республиканского подчинения в Латвии    |
| Пильтен     | 1055                  | Заштатный город            | Пилтене. Город в Латвии                               |
| Тукум       | 2803                  | Центр уезда                | Тукумс. Город в Латвии                                |
| Фридрихштат | 1252                  | Заштатный город            | Яунелгава. Город в Латвии                             |
| Якабштат    | 3516                  | Центр уезда                | Екабпилс. Город республиканского подчинения в Латвии  |

## Курская губерния
| город        | численность населения | статус в 1840 году         | современный статус                                                  |
| ------------ | --------------------- | -------------------------- | ------------------------------------------------------------------- |
| Белгород     | 11 100                | Центр уезда                | Город, центр Белгородской области России                            |
| Богатый      | н. д.                 | Заштатный город            | Богатое. Село в Белгородской области, Россия                        |
| Грайворон    | 3087                  | Центр уезда                | Город, районный центр в Белгородской области, Россия                |
| Дмитриев     | 2503                  | Центр уезда                | Дмитриев-Льговский. Город, районный центр в Курской области, Россия |
| Короча       | 3992                  | Центр уезда                | Город, районный центр в Белгородской области, Россия                |
| Курск        | 24 279                | Центр одноимённой губернии | Город, центр Курской области России                                 |
| Льгов        | 2200                  | Центр уезда                | Город, районный центр в Курской области, Россия                     |
| Мирополье    | н. д.                 | Заштатный город            | Село, Украина                                                       |
| Новый Оскол  | 1343                  | Центр уезда                | Город, районный центр в Белгородской области, Россия                |
| Обоянь       | 5331                  | Центр уезда                | Город, районный центр в Курской области, Россия                     |
| Путивль      | 4483                  | Центр уезда                | Город, районный центр, Украина                                      |
| Рыльск       | 5821                  | Центр уезда                | Город, районный центр в Курской области, Россия                     |
| Старый Оскол | 6745                  | Центр уезда                | Город, районный центр в Белгородской области, Россия                |
| Суджа        | 3172                  | Центр уезда                | Город, районный центр в Курской области, Россия                     |
| Тим          | 2063                  | Центр уезда                | Пгт, районный центр в Курской области, Россия                       |
| Фатеж        | 3882                  | Центр уезда                | Город, районный центр в Курской области, Россия                     |
| Хотмыжск     | 429                   | Заштатный город            | Село в Белгородской области, Россия                                 |
| Щигры        | 2489                  | Центр одноимённого уезда   | Город, районный центр в Курской области, Россия                     |

## Лифляндская губерния
| город     | численность населения | статус в 1840 году         | современный статус                                   |
| --------- | --------------------- | -------------------------- | ---------------------------------------------------- |
| Аренсбург | 2572                  | Центр уезда                | Курессааре. Город, уездный центр в Эстонии           |
| Валк      | 825                   | Заштатный город            | Разделён на города Валка (Латвия) и Валга (Эстония)  |
| Венден    | 1980                  | Центр уезда                | Цесис. Город в Латвии                                |
| Верро     | 1024                  | Заштатный город            | Выру. Город, уездный центр в Эстонии                 |
| Вольмар   | 877                   | Заштатный город            | Валмиера. Город республиканского подчинения в Латвии |
| Дерпт     | 12 309                | Центр уезда                | Тарту. Город, уездный центр, Эстония                 |
| Лемзаль   | 756                   | Заштатный город            | Лимбажи. Город, Латвия                               |
| Пернов    | 2968                  | Центр уезда                | Пярну. Город, уездный центр в Эстонии                |
| Рига      | 71 228                | Центр Лифляндской губернии | Город, столица Латвии                                |
| Феллин    | 1551                  | Заштатный город            | Вильянди. Город, уездный центр в Эстонии             |

## Минская губерния
| город       | численность населения | статус в 1840 году         | современный статус                         |
| ----------- | --------------------- | -------------------------- | ------------------------------------------ |
| Бобруйск    | 20 710                | Центр уезда                | Город, районный центр, Белоруссия          |
| Борисов     | 5681                  | Центр уезда                | Город, районный центр, Белоруссия          |
| Вилейка     | 1215                  | Центр уезда                | Город, районный центр, Белоруссия          |
| Дисна       | 2975                  | Центр уезда                | Город, районный центр, Белоруссия          |
| Докшицы     | н. д.                 | Заштатный город            | Город, районный центр, Белоруссия          |
| Друя        | н. д.                 | Заштатный город            | Село, Белоруссия                           |
| Игумен      | 1879                  | Центр уезда                | Червень. Город, районный центр, Белоруссия |
| Минск       | 22 489                | Центр одноимённой губернии | Город, столица Белоруссии                  |
| Мозырь      | 4111                  | Центр уезда                | Город, районный центр, Белоруссия          |
| Несвиж      | н. д.                 | Заштатный город            | Город, районный центр, Белоруссия          |
| Пинск       | 7342                  | Центр уезда                | Город, районный центр, Белоруссия          |
| Радошковичи | 1271                  | Заштатный город            | Городской посёлок, Белоруссия              |
| Речица      | 3144                  | Центр уезда                | Город, районный центр, Белоруссия          |
| Слуцк       | 8246                  | Центр уезда                | Город, районный центр, Белоруссия          |

## Могилёвская губерния
| город        | численность населения | статус в 1840 году         | современный статус                       |
| ------------ | --------------------- | -------------------------- | ---------------------------------------- |
| Бабиновичи   | 550                   | Центр уезда                | Деревня, Белоруссия                      |
| Белица       | 2762                  | Центр уезда                | Вошёл в состав города Гомель             |
| Климовичи    | 1849                  | Центр уезда                | Город, районный центр, Белоруссия        |
| Копысь       | 2957                  | Центр уезда                | Городской посёлок, Белоруссия            |
| Могилёв      | 23 103                | Центр одноимённой губернии | Город, областной центр, Белоруссия       |
| Мстиславль   | 5498                  | Центр уезда                | Город, районный центр, Белоруссия        |
| Орша         | 3018                  | Центр уезда                | Город, районный центр, Белоруссия        |
| Рогачёв      | 2543                  | Центр уезда                | Город, районный центр, Белоруссия        |
| Сенно        | 490                   | Центр уезда                | Город, районный центр, Белоруссия        |
| Старый Быхов | 5288                  | Центр уезда                | Быхов. Город, районный центр, Белоруссия |
| Чаусы        | 5150                  | Центр уезда                | Город, районный центр, Белоруссия        |
| Чериков      | 3242                  | Центр уезда                | Город, районный центр, Белоруссия        |

## Московская губерния
| город       | численность населения | статус в 1840 году         | современный статус                                        |
| ----------- | --------------------- | -------------------------- | --------------------------------------------------------- |
| Богородск   | 1567                  | Центр уезда                | Ногинск. Город, районный центр Московской области, Россия |
| Бронницы    | 2776                  | Центр уезда                | Город областного подчинения в Московской области, Россия  |
| Верея       | 5718                  | Центр уезда                | Город в Московской области, Россия                        |
| Волоколамск | 1513                  | Центр уезда                | Город, районный центр в Московской области, Россия        |
| Дмитров     | 1988                  | Центр уезда                | Город, районный центр в Московской области, Россия        |
| Звенигород  | 1478                  | Центр уезда                | Город областного подчиения в Московской области, Россия   |
| Клин        | 3014                  | Центр уезда                | Город, районный центр в Московской области, Россия        |
| Коломна     | 12 830                | Центр уезда                | Город, районный центр в Московской области, Россия        |
| Можайск     | 2527                  | Центр уезда                | Город, районный центр в Московской области, Россия        |
| Москва      | 348 562               | Центр одноимённой губернии | Город, столица России                                     |
| Подольск    | 1765                  | Центр уезда                | Город, районный центр в Московской области, Россия        |
| Руза        | 2340                  | Центр уезда                | Город, районный центр в Московской области, Россия        |
| Серпухов    | 13 481                | Центр уезда                | Город, районный центр в Московской области, Россия        |

## Нижегородская губерния
| город           | численность населения | статус в 1840 году         | современный статус                                               |
| --------------- | --------------------- | -------------------------- | ---------------------------------------------------------------- |
| Ардатов         | 2738                  | Центр уезда                | Пгт, районный центр в Нижегородской области, Россия              |
| Арзамас         | 9309                  | Центр уезда                | Город, районный центр в Нижегородской области, Россия            |
| Балахна         | 3855                  | Центр уезда                | Город, районный центр в Нижегородской области, Россия            |
| Василь          | 2060                  | Центр уезда                | Васильсурск. Пгт в Нижегородской области, Россия                 |
| Горбатов        | 2476                  | Центр уезда                | Город в Нижегородской области, Россия                            |
| Княгинин        | 1819                  | Центр уезда                | Княгинино. Город, районный центр в Нижегородской области, Россия |
| Лукоянов        | 2832                  | Центр уезда                | Город, районный центр в Нижегородской области, Россия            |
| Макарьев        | 1710                  | Центр уезда                | Макарьево. Село в Нижегородской области, Россия                  |
| Нижний Новгород | 26 098                | Центр одноимённой губернии | Город, центр Нижегородской области, Россия                       |
| Перевоз         | н. д.                 | Заштатный город            | Город, районный центр в Нижегородской области, Россия            |
| Починки         | н. д.                 | Заштатный город            | Село, районный центр в Нижегородской области, Россия             |
| Семёнов         | 3176                  | Центр уезда                | Город, районный центр в Нижегородской области, Россия            |
| Сергач          | 3311                  | Центр уезда                | Город, районный центр в Нижегородской области, Россия            |

## Новгородская губерния
| город        | численность населения | статус в 1840 году         | современный статус                                          |
| ------------ | --------------------- | -------------------------- | ----------------------------------------------------------- |
| Белозерск    | 3613                  | Центр уезда                | Город, районный центр в Вологодской области, Россия         |
| Боровичи     | 5799                  | Центр уезда                | Город, районный центр в Новгородской области, Россия        |
| Валдай       | 5086                  | Центр уезда                | Город, районный центр в Новгородской области, Россия        |
| Демянск      | 1160                  | Центр уезда                | Пгт, районный центр в Новгородской области, Россия          |
| Кириллов     | 2498                  | Центр уезда                | Город, районный центр в Вологодской области, Россия         |
| Крестцы      | 1484                  | Центр уезда                | Пгт, районный центр в Новгородской области, Россия          |
| Новгород     | 14 936                | Центр одноимённой губернии | Великий Новгород. Город, центр Новгородской области, Россия |
| Старая Русса | 8756                  | Военный город              | Город, районный центр в Новгородской области, Россия        |
| Тихвин       | 4874                  | Центр уезда                | Город, районный центр в Ленинградской области, Россия       |
| Устюжна      | 4489                  | Центр уезда                | Город, районный центр в Вологодской области, Россия         |
| Череповец    | 1564                  | Центр уезда                | Город, районный центр в Вологодской области, Россия         |

## Олонецкая губерния
| город         | численность населения | статус в 1840 году       | современный статус                                  |
| ------------- | --------------------- | ------------------------ | --------------------------------------------------- |
| Вытегра       | 2470                  | Центр уезда              | Город, районный центр Вологодской области, Россия   |
| Каргополь     | 2016                  | Центр уезда              | Город, районный центр Архангельской области, Россия |
| Лодейное Поле | 775                   | Центр уезда              | Город, районный центр Ленинградской области, Россия |
| Олонец        | 552                   | Центр уезда              | Город, районный центр Карелии, Россия               |
| Петрозаводск  | 6652                  | Центр Олонецкой губернии | Город, столица Республики Карелия, Россия           |
| Повенец       | 720                   | Центр уезда              | ПГТ в Республике Карелия, Россия                    |
| Пудож         | 1072                  | Центр уезда              | Город, районный центр Карелии, Россия               |

## Оренбургская губерния
| город          | численность населения | статус в 1840 году          | современный статус                                               |
| -------------- | --------------------- | --------------------------- | ---------------------------------------------------------------- |
| Белебей        | 1492                  | Центр уезда                 | Город, районный центр в Башкирии, Россия                         |
| Бирск          | 1542                  | Центр уезда                 | Город, районный центр в Башкирии, Россия                         |
| Бугульма       | 1865                  | Центр уезда                 | Город, районный центр в Татарстане, Россия                       |
| Бугуруслан     | 3604                  | Центр уезда                 | Город, районный центр в Оренбургской области, Россия             |
| Бузулук        | 2869                  | Центр уезда                 | Город, районный центр Оренбургской области, Россия               |
| Верхоуральск   | 3837                  | Центр уезда                 | Верхнеуральск. Город, районный центр Челябинской области, Россия |
| Златоуст       | 8651                  | Заштатный город             | Город областного подчинения в Челябинской области, Россия        |
| Илецкая Защита | 1539                  | Заштатный город             | Соль-Илецк. Город, районный центр Оренбургской области, Россия   |
| Мензелинск     | 5566                  | Центр уезда                 | Город, районный центр в Татарстане, Россия                       |
| Оренбург       | 12 331                | Центр уезда                 | Город, центр Оренбургской области, Россия                        |
| Орск           | 1673                  | Заштатный город             | Город областного подчинения в Оренбургской области, Россия       |
| Сергиевск      | 217                   | Заштатный город             | Село, районный центр в Самарской области, Россия                 |
| Стерлитамак    | 3496                  | Центр уезда                 | Город, районный центр в Башкирии, Россия                         |
| Троицк         | 4147                  | Центр уезда                 | Город, районный центр Челябинской области, Россия                |
| Уфа            | 12 872                | Центр Оренбургской губернии | Город, центр Республики Башкортостан, Россия                     |
| Челябинск      | 3568                  | Центр уезда                 | Город, центр Челябинской области, Россия                         |

### Земля уральских казаков
| город   | численность населения | статус в 1840 году | современный статус                         |
| ------- | --------------------- | ------------------ | ------------------------------------------ |
| Гурьев  | 1020                  | н. д.              | Атырау. Город, областной центр, Казахстане |
| Уральск | 12 126                | н. д.              | Город, областной центр, Казахстан          |

## Орловская губерния
| город           | численность населения | статус в 1840 году         | современный статус                                |
| --------------- | --------------------- | -------------------------- | ------------------------------------------------- |
| Болхов          | 13 332                | Центр уезда                | Город, районный центр в Орловской области, Россия |
| Брянск          | 8518                  | Центр уезда                | Город, центр Брянской области, Россия             |
| Дешкин          | н. д.                 | Заштатный город            | Дешкино. Село в Орловской области, Россия         |
| Дмитровск       | 3752                  | Центр уезда                | Город, районный центр в Орловской области, Россия |
| Елец            | 25 880                | Центр уезда                | Город, районный центр в Липецкой области, Россия  |
| Карачев         | 5725                  | Центр уезда                | Город, районный центр в Брянской области, Россия  |
| Кромы           | 3092                  | Центр уезда                | Пгт, районный центр в Орловской области, Россия   |
| Ливны           | 6837                  | Центр уезда                | Город, районный центр в Орловской области, Россия |
| Малоархангельск | 2801                  | Центр уезда                | Город, районный центр в Орловской области, Россия |
| Мценск          | 8221                  | Центр уезда                | Город, районный центр в Орловской области, Россия |
| Орёл            | 32 600                | Центр одноимённой губернии | Город, центр Орловской области, Россия            |
| Севск           | 7098                  | Центр уезда                | Город, районный центр в Брянской области, Россия  |
| Трубчевск       | 5170                  | Центр уезда                | Город, районный центр в Брянской области, Россия  |

## Пензенская губерния
| город          | численность населения | статус в 1840 году         | современный статус                                            |
| -------------- | --------------------- | -------------------------- | ------------------------------------------------------------- |
| Верхний Ломов  | н. д.                 | Заштатный город            | Село в Пензенской области, Россия                             |
| Городище       | 3951                  | Центр уезда                | Город, районный центр в Пензенской области, Россия            |
| Инсар          | 2972                  | Центр уезда                | Город, районный центр в Мордовии, Россия                      |
| Керенск        | 7644                  | Центр уезда                | Вадинск. Село, районный центр в Пензенской области, Россия    |
| Краснослободск | 7762                  | Центр уезда                | Город, районный центр в Мордовии, Россия                      |
| Мокшан         | 8442                  | Центр уезда                | Пгт, районный центр в Пензенской области, Россия              |
| Наровчат       | 3977                  | Центр уезда                | Село, районный центр в Пензенской области, Россия             |
| Нижний Ломов   | 3157                  | Центр уезда                | Город, районный центр в Пензенской области, Россия            |
| Пенза          | 19 741                | Центр одноимённой губернии | Город, центр Пензенской области, Россия                       |
| Саранск        | 10 131                | Центр уезда                | Город, центр Республики Мордовия, Россия                      |
| Троицк         | 4305                  | Заштатный город            | Село в Мордовии, Россия                                       |
| Чембар         | 2729                  | Центр уезда                | Белинский. Город, районный центр в Пензенской области, Россия |
| Шишкеев        | 3214                  | Заштатный город            | Шишкеево. Село в Мордовии, Россия                             |

## Пермская губерния
| город        | численность населения | статус в 1840 году         | современный статус                                            |
| ------------ | --------------------- | -------------------------- | ------------------------------------------------------------- |
| Верхотурье   | 2851                  | Центр уезда                | Город, районный центр в Свердловской области, Россия          |
| Далматов     | н. д.                 | Заштатный город            | Далматово. Город, районный центр в Курганской области, Россия |
| Екатеринбург | 15 779                | Центр уезда                | Город, центр Свердловской области, Россия                     |
| Ирбит        | 2770                  | Центр уезда                | Город, районный центр в Свердловской области, Россия          |
| Камышлов     | 1428                  | Центр уезда                | Город, районный центр в Свердловской области, Россия          |
| Красноуфимск | 2079                  | Центр уезда                | Город, районный центр в Свердловской области, Россия          |
| Кунгур       | 8388                  | Центр уезда                | Город, районный центр в Пермском крае, Россия                 |
| Оса          | 1705                  | Центр уезда                | Город, районный центр в Пермском крае, Россия                 |
| Оханск       | 797                   | Центр уезда                | Город, районный центр в Пермском крае, Россия                 |
| Пермь        | 10 286                | Центр одноимённой губернии | Город, центр Пермского края, Россия                           |
| Соликамск    | 2984                  | Центр уезда                | Город, районный центр в Пермском крае, Россия                 |
| Чердынь      | 3084                  | Центр уезда                | Город, районный центр в Пермском крае, Россия                 |
| Шадринск     | 3446                  | Центр уезда                | Город, районный центр в Курганской области, Россия            |

## Подольская губерния
| город              | численность населения | статус в 1840 году        | современный статус                                 |
| ------------------ | --------------------- | ------------------------- | -------------------------------------------------- |
| Балта              | 9440                  | Центр уезда               | Город, районный центр, Украина                     |
| Бар                | 7075                  | Заштатный город           | Город, районный центр, Украина                     |
| Брацлав            | 3560                  | Центр уезда               | Пгт в Винницкой области, Украина                   |
| Винница            | 6724                  | Центр уезда               | Город, областной центр, Украина                    |
| Гайсин             | 4880                  | Центр уезда               | Город, районный центр, Украина                     |
| Каменец-Подольский | 15 352                | Центр Подольской губернии | Город, районный центр, Украина                     |
| Летичев            | 3083                  | Центр уезда               | Пгт, районный центр, Украина                       |
| Литин              | 3561                  | Центр уезда               | Пгт, районный центр, Украина                       |
| Могилёв            | 9253                  | Центр уезда               | Могилёв-Подольский. Город, районный центр, Украина |
| Новая Ушица        | 2493                  | Центр уезда               | Пгт, районный центр, Украина                       |
| Ольгополь          | 2378                  | Центр уезда               | Село, Украина                                      |
| Проскуров          | 5846                  | Центр уезда               | Хмельницкий. Город, областной центр, Украина       |
| Хмельник           | 6778                  | Заштатный город           | Город, районный центр, Украина                     |
| Ямполь             | 2457                  | Центр уезда               | Город, районный центр, Украина                     |

## Полтавская губерния
| город           | численность населения | статус в 1840 году         | современный статус                         |
| --------------- | --------------------- | -------------------------- | ------------------------------------------ |
| Гадяч           | 5896                  | Центр уезда                | Город, районный центр, Украина             |
| Глинск          | 2979                  | Заштатный город            | Село, Украина                              |
| Градижск        | 3690                  | Заштатный города           | Пгт, Украина                               |
| Зеньков         | 9889                  | Центр уезда                | Город, районный центр, Украина             |
| Золотоноша      | 5048                  | Центр уезда                | Город, районный центр, Украина             |
| Кобеляки        | 8467                  | Центр уезда                | Город, районный центр, Украина             |
| Константиноград | 2259                  | Центр уезда                | Красноград. Город, районный центр, Украина |
| Кременчуг       | 17 087                | Центр уезда                | Город, районный центр, Украина             |
| Лохвица         | 5659                  | Центр уезда                | Город, районный центр, Украина             |
| Лубны           | 2516                  | Центр уезда                | Город, районный центр, Украина             |
| Миргород        | 7549                  | Центр уезда                | Город, районный центр, Украина             |
| Переяслав       | 7259                  | Центр уезда                | Город, районный центр, Украина             |
| Пырятин         | 3190                  | Центр уезда                | Пирятин. Город, районный центр, Украина    |
| Полтава         | 15 521                | Центр одноимённой губернии | Город, областной центр, Украина            |
| Прилуки         | 8118                  | Центр уезда                | Город, районный центр, Украина             |
| Ромны           | 4802                  | Центр уезда                | Город, районный центр, Украина             |
| Хороль          | 3221                  | Центр уезда                | Хорол. Город, районный центр, Украина      |

## Псковская губерния
| город        | численность населения | статус в 1840 году         | современный статус                                   |
| ------------ | --------------------- | -------------------------- | ---------------------------------------------------- |
| Великие Луки | 4361                  | Центр уезда                | Город, районный центр в Псковской области, Россия    |
| Новоржев     | 1618                  | Центр уезда                | Город, районный центр в Псковской области, Россия    |
| Опочка       | 2201                  | Центр уезда                | Город, районный центр в Псковской области, Россия    |
| Остров       | 2815                  | Центр уезда                | Город, районный центр в Псковской области, Россия    |
| Печоры       | 1200                  | Заштатный город            | Город, районный центр в Псковской области, Россия    |
| Порхов       | 4432                  | Центр уезда                | Город, районный центр в Псковской области, Россия    |
| Псков        | 10 099                | Центр одноимённой губернии | Город, центр Псковской области, Россия               |
| Торопец      | 6276                  | Центр уезда                | Город, районный центр в Тверской области, Россия     |
| Холм         | 4357                  | Центр одноимённого уезда   | Город, районный центр в Новгородской области, Россия |

## Рязанская губерния
| город     | численность населения | статус в 1840 году         | современный статус                                                  |
| --------- | --------------------- | -------------------------- | ------------------------------------------------------------------- |
| Данков    | 2452                  | Центр уезда                | Город, районный центр в Липецкой области, Россия                    |
| Егорьевск | 2058                  | Центр уезда                | Город, районный центр в Московской области, Россия                  |
| Зарайск   | 6361                  | Центр уезда                | Город, районный центр в Московской области, Россия                  |
| Касимов   | 7333                  | Центр уезда                | Город, районный центр в Рязанской области, Россия                   |
| Михайлов  | 3679                  | Центр уезда                | Город, районный центр в Рязанской области, Россия                   |
| Пронск    | 1292                  | Центр уезда                | Пгт, районный центр в Рязанской области, Россия                     |
| Раненбург | 4331                  | Центр уезда                | Чаплыгин. Город, районный центр в Липецкой области, Россия          |
| Рязань    | 19 949                | Центр одноимённой губернии | Город, центр Рязанской области, Россия                              |
| Ряжск     | 2969                  | Центр уезда                | Город, районный центр в Рязанской области, Россия                   |
| Сапожок   | 3319                  | Центр уезда                | Пгт, районный центр в Рязанской области, Россия                     |
| Скопин    | 10 947                | Центр уезда                | Город, районный центр в Рязанской области, Россия                   |
| Спасск    | 4994                  | Центр уезда                | Спасск-Рязанский. Город, районный центр в Рязанской области, Россия |

## Санкт-Петербургская губерния
| город           | численность населения | статус в 1840 году         | современный статус                                               |
| --------------- | --------------------- | -------------------------- | ---------------------------------------------------------------- |
| Гатчина         | 5443                  | Заштатный город            | Город, районный центр Ленинградской области, Россия              |
| Гдов            | 1634                  | Центр уезда                | Город, районный центр в Псковской области, Россия                |
| Кронштадт       | 53 244                | Заштатный город            | Кронштадт. Вошёл в состав Санкт-Петербурга                       |
| Луга            | 1234                  | Центр уезда                | Город, районный центр в Ленинградской области, Россия            |
| Нарва           | 5019                  | Заштатный город            | Город в Эстонии                                                  |
| Новая Ладога    | 3641                  | Центр уезда                | Город в Ленинградской области, Россия                            |
| Ораниенбаум     | 2946                  | Центр уезда                | Ломоносов. Вошёл в состав Санкт-Петербурга                       |
| Павловск        | 3170                  | Заштатный город            | Вошёл в состав Санкт-Петербурга                                  |
| Петергоф        | н. д.                 | Заштатный город            | Вошёл в состав Санкт-Петербурга                                  |
| Санкт-Петербург | 476 386               | Столица Российской империи | Город федерального значения, Россия                              |
| Царское Село    | 10 233                | Центр уезда                | Пушкин. Вошёл в состав Санкт-Петербурга                          |
| Шлиссельбург    | 1701                  | Центр уезда                | Город в Ленинградской области, Россия                            |
| Ямбург          | 2136                  | Центр уезда                | Кингисепп. Город, районный центр в Ленинградской области, Россия |

## Саратовская губерния
| город       | численность населения | статус в 1840 году         | современный статус                                              |
| ----------- | --------------------- | -------------------------- | --------------------------------------------------------------- |
| Аткарск     | 1967                  | Центр уезда                | Город, районный центр в Саратовской области, Россия             |
| Балашов     | 5087                  | Центр уезда                | Город, районный центр в Саратовской области, Россия             |
| Вольск      | 15 531                | Центр уезда                | Город, районный центр в Саратовской области, Россия             |
| Камышин     | 7268                  | Центр уезда                | Город, районный центр в Волгоградской области, Россия           |
| Кузнецк     | 10 626                | Центр уезда                | Город, районный центр в Пензенской области, Россия              |
| Николаевск  | 1183                  | Центр уезда                | Пугачёв. Город, районный центр в Саратовской области, Россия    |
| Новый Узень | 2056                  | Центр уезда                | Новоузенск. Город, районный центр в Саратовской области, Россия |
| Петровск    | 6244                  | Центр уезда                | Город, районный центр в Саратовской области, Россия             |
| Саратов     | 42 371                | Центр одноимённой губернии | Город, центр Саратовской области, Россия                        |
| Сердобск    | 3485                  | Центр уезда                | Город, районный центр в Пензенской области, Россия              |
| Хвалынск    | 7842                  | Центр уезда                | Город, районный центр в Саратовской области, Россия             |
| Царев       | 1253                  | Центр уезда                | Село в Волгоградской области, Россия                            |
| Царицын     | 4605                  | Центр уезда                | Волгоград. Город, центр Волгоградской области, Россия           |

## Симбирская губерния
| город      | численность населения | статус в 1840 году         | современный статус                                          |
| ---------- | --------------------- | -------------------------- | ----------------------------------------------------------- |
| Алатырь    | 4619                  | Центр уезда                | Город, районный центр в Чувашии, Россия                     |
| Ардатов    | 4180                  | Центр уезда                | Город, районный центр в Мордовии, Россия                    |
| Буинск     | 3148                  | Центр уезда                | Город, районный центр в Татарстане, Россия                  |
| Канадей    | н. д.                 | Заштатный город            | Село, Ульяновская область, Россия                           |
| Корсунь    | 4403                  | Центр уезда                | Карсун. Пгт, районный центр в Ульяновской области, Россия   |
| Котяков    | н. д.                 | Заштатный город            | Котяково. Село, Ульяновская область, Россия                 |
| Курмыш     | 896                   | Центр уезда                | Село в Нижегородской области, Россия                        |
| Самара     | 10 110                | Центр уезда                | Город, центр Самарской области, Россия                      |
| Сенгилей   | 3109                  | Центр уезда                | Город, районный центр в Ульяновской области, Россия         |
| Симбирск   | 17 739                | Центр одноимённой губернии | Ульяновск. Город, центр Ульяновской области, Россия         |
| Ставрополь | 3381                  | Центр уезда                | Тольятти. Город, районный центр в Самарской области, Россия |
| Сызрань    | 12 977                | Центр одноимённого уезда   | Город, районный центр в Самарской области, Россия           |
| Тагай      | н. д.                 | Заштатный город            | Село, Ульяновская область, Россия                           |

## Смоленская губерния
| город     | численность населения | статус в 1840 году         | современный статус                                          |
| --------- | --------------------- | -------------------------- | ----------------------------------------------------------- |
| Белой     | 6990                  | Центр уезда                | Белый. Город, районный центр в Тверской области, Россия     |
| Вязьма    | 11 147                | Центр уезда                | Город, районный центр в Смоленской области, Россия          |
| Гжатск    | 4099                  | Центр уезда                | Гагарин. Город, районный центр в Смоленской области, Россия |
| Дорогобуж | 5863                  | Центр уезда                | Город, районный центр в Смоленской области, Россия          |
| Духовщина | 2380                  | Центр уезда                | Город, районный центр в Смоленской области, Россия          |
| Ельня     | 2719                  | Центр уезда                | Город, районный центр в Смоленской области, Россия          |
| Красный   | 1488                  | Центр уезда                | Пгт, районный центр в Смоленской области, Россия            |
| Поречье   | 3854                  | Центр уезда                | Демидов. Город, районный центр в Смоленской области, Россия |
| Рославль  | 4948                  | Центр уезда                | Город, районный центр в Смоленской области, Россия          |
| Смоленск  | 14 639                | Центр одноимённой губернии | Город, центр Смоленской области, Россия                     |
| Сычёвка   | 3693                  | Центр уезда                | Город, районный центр в Смоленской области, Россия          |
| Юхнов     | 1579                  | Центр уезда                | Город, районный центр в Калужской области, Россия           |

## Таврическая губерния
| город       | численность населения | статус в 1840 году         | современный статус |
| ----------- | --------------------- | -------------------------- | --- |
| Алёшки      | 3895                  | Центр уезда                | Город, районный центр, Украина                                                                                        |
| Балаклава   | н. д.                 | Безуездный город           | Вошёл в состав города Севастополя                                                                                     |
| Бахчисарай  | 12 659                | Безуездный город           | Город, районный центр в Крыму                                                                                         |
| Бердянск    | н. д.                 | Безуездный город           | Город, районный центр, Украина                                                                                        |
| Евпатория   | 12 841                | Центр уезда                | Город, районный центр в Крыму                                                                                         |
| Карасубазар | 4880                  | Безуездный город           | Белогорск. Город, районный центр в Крыму                                                                              |
| Ногайск     | 2927                  | Безуездный город           | Приморск. Город, районный центр, Украина                                                                              |
| Орехов      | 5900                  | Центр уезда                | Город, районный центр, Украина                                                                                        |
| Перекоп     | 525                   | Центр уезда                | Уничтожен в ходе Гражданской войны                                                                                    |
| Севастополь | 37 630                | Безуездный город           | Город федерального подчинения в России или город со специальным статусом на Украине (см. правовой статус Севастополя) |
| Симферополь | 8584                  | Центр Таврической губернии | Город, центр (Автономной) Республики Крым                                                                             |
| Старый Крым | 638                   | Безуездный город           | Город в Крыму |
| Судак       | н. д.                 | Безуездный город           | Город в Крыму |
| Феодосия    | 7003                  | Центр уезда                | Город республиканского подчинения в Крыму                                                                             |
| Ялта        | н. д.                 | Центр уезда                | Город республиканского подчинения в Крыму                                                                             |

## Тамбовская губерния
| город        | численность населения | статус в 1840 году         | современный статус                                            |
| ------------ | --------------------- | -------------------------- | ------------------------------------------------------------- |
| Борисоглебск | 2672                  | Центр уезда                | Город областного подчинения в Воронежской области, Россия     |
| Елатьма      | 6241                  | Центр уезда                | Пгт, районный центр в Рязанской области, Россия               |
| Кирсанов     | 3370                  | Центр уезда                | Город, районный центр в Тамбовской области, Россия            |
| Козлов       | 20 403                | Центр уезда                | Мичуринск. Город, районный центр в Тамбовской области, Россия |
| Лебедянь     | 3709                  | Центр уезда                | Город, районный центр в Липецкой области, Россия              |
| Липецк       | 8482                  | Центр уезда                | Город, центр Липецкой области, Россия                         |
| Моршанск     | 10 525                | Центр уезда                | Город, районный центр в Тамбовской области, Россия            |
| Спасск       | 6130                  | Центр уезда                | Город, районный центр в Пензенской области, Россия            |
| Тамбов       | 12 986                | Центр одноимённой губернии | Город, центр Тамбовской области, Россия                       |
| Темников     | 6025                  | Центр уезда                | Город, районный центр в Мордовии, Россия                      |
| Усмань       | 5969                  | Центр уезда                | Город, районный центр в Липецкой области, Россия              |
| Шацк         | 6053                  | Центр уезда                | Город, районный центр в Рязанской области, Россия             |

## Тверская губерния
| город          | численность населения | статус в 1840 году         | современный статус                               |
| -------------- | --------------------- | -------------------------- | ------------------------------------------------ |
| Бежецк         | 3853                  | Центр уезда                | Город, районный центр в Тверской области, Россия |
| Весьегонск     | 2864                  | Центр уезда                | Город, районный центр в Тверской области, Россия |
| Вышний Волочёк | 9115                  | Центр уезда                | Город, районный центр в Тверской области, Россия |
| Зубцов         | 3338                  | Центр уезда                | Город, районный центр в Тверской области, Россия |
| Калязин        | 6390                  | Центр уезда                | Город, районный центр в Тверской области, Россия |
| Кашин          | 6542                  | Центр уезда                | Город, районный центр в Тверской области, Россия |
| Корчева        | 1821                  | Центр уезда                | Затоплен водами Иваньковского водохранилища      |
| Красный Холм   | 1692                  | Заштатный город            | Город, районный центр в Тверской области, Россия |
| Осташков       | 10 954                | Центр уезда                | Город, районный центр в Тверской области, Россия |
| Ржев           | 15 197                | Центр уезда                | Город, районный центр в Тверской области, Россия |
| Старица        | 3579                  | Центр уезда                | Город, районный центр в Тверской области, Россия |
| Тверь          | 17 325                | Центр одноимённой губернии | Город, центр Тверской области, Россия            |
| Торжок         | 13 373                | Центр уезда                | Город, районный центр в Тверской области, Россия |

## Тобольская губерния
| город         | численность населения | статус в 1840 году         | современный статус                                          |
| ------------- | --------------------- | -------------------------- | ----------------------------------------------------------- |
| Берёзов       | 1135                  | Центр округа               | Берёзово. Пгт, районный центр в Ханты-Мансийском АО, Россия |
| Ишим          | 2067                  | Центр округа               | Город, районный центр в Тюменской области, Россия           |
| Курган        | 1642                  | Центр округа               | Город, центр Курганской области, Россия                     |
| Омск          | 11 116                | Центр округа               | Город, центр Омской области, Россия                         |
| Петропавловск | 3555                  | Центр округа               | Город, областной центр, Казахстан                           |
| Тара          | 4455                  | Центр округа               | Город, районный центр в Омской области, Россия              |
| Тобольск      | 16 362                | Центр одноимённой губернии | Город, районный центр в Тюменской области, Россия           |
| Туринск       | 2203                  | Центр округа               | Город, районный центр в Свердловской области, Россия        |
| Тюкалинск     | 1124                  | Центр округа               | Город, районный центр в Омской области, Россия              |
| Тюмень        | 9632                  | Центр округа               | Город, центр Тюменской области, Россия                      |
| Ялуторовск    | 2805                  | Центр округа               | Город, районный центр в Тюменской области, Россия           |

## Томская губерния
| город            | численность населения | статус в 1840 году         | современный статус                                               |
| ---------------- | --------------------- | -------------------------- | ---------------------------------------------------------------- |
| Барнаул          | 9927                  | Центр округа               | Город, центр Алтайского края, Россия                             |
| Бийск            | 2586                  | Центр округа               | Город, районный центр в Алтайском крае, Россия                   |
| Каинск           | 2209                  | Центр округа               | Куйбышев. Город, районный центр в Новосибирской области, Россия  |
| Колывань         | 1144                  | Центр округа               | Пгт, районный центр в Новосибирской области, Россия              |
| Кузнецк          | 2395                  | Центр округа               | Новокузнецк. Город, районный центр в Кемеровской области, Россия |
| Нарым            | 744                   | Заштатный город            | Село в Томской области, Россия                                   |
| Семипалатинск    | 3579                  | Центр округа               | Город областного подчинения, Казахстан                           |
| Томск            | 11 728                | Центр одноимённой губернии | Город, центр Томской области, Россия                             |
| Усть-Каменогорск | 2066                  | Центр округа               | Город, областной центр, Казахстан                                |

## Тульская губерния
| город      | численность населения | статус в 1840 году         | современный статус                                 |
| ---------- | --------------------- | -------------------------- | -------------------------------------------------- |
| Алексин    | 2318                  | Центр уезда                | Город, районный центр в Тульской области, Россия   |
| Белёв      | 8818                  | Центр уезда                | Город, районный центр в Тульской области, Россия   |
| Богородицк | 5262                  | Центр уезда                | Город, районный центр в Тульской области, Россия   |
| Венёв      | 3925                  | Центр уезда                | Город, районный центр в Тульской области, Россия   |
| Епифань    | 2914                  | Центр уезда                | Пгт в Тульской области, Россия                     |
| Ефремов    | 7366                  | Центр уезда                | Город, районный центр в Тульской области, Россия   |
| Кашира     | 3830                  | Центр уезда                | Город, районный центр в Московской области, Россия |
| Крапивна   | 2693                  | Центр уезда                | Село в Тульской области, Россия                    |
| Новосиль   | 2158                  | Центр уезда                | Город, районный центр в Орловской области, Россия  |
| Одоев      | 2932                  | Центр уезда                | Пгт, районный центр в Тульской области, Россия     |
| Тула       | 51 231                | Центр одноимённой губернии | Город, центр Тульской области, Россия              |
| Чернь      | 1874                  | Центр уезда                | Пгт, районный центр в Тульской области, Россия     |

## Харьковская губерния
| город       | численность населения | статус в 1840 году         | современный статус              |
| ----------- | --------------------- | -------------------------- | ------------------------------- |
| Ахтырка     | 14 205                | Центр уезда                | Город, районный центр, Украина  |
| Белополье   | 10 910                | Заштатный город            | Город, районный центр, Украина  |
| Богодухов   | 8856                  | Центр уезда                | Город, районный центр, Украина  |
| Валки       | 8937                  | Центр уезда                | Город, районный центр, Украина  |
| Волчанск    | 7090                  | Центр уезда                | Город, районный центр, Украина  |
| Змиёв       | 2886                  | Центр уезда                | Город, районный центр, Украина  |
| Золочев     | 5696                  | Заштатный город            | Пгт, районный центр, Украина    |
| Изюм        | 2966                  | Центр уезда                | Город, районный центр, Украина  |
| Краснокутск | 5425                  | Заштатный город            | Пгт, районный центр, Украина    |
| Купянск     | 3610                  | Центр уезда                | Город, районный центр, Украина  |
| Лебедин     | 10 571                | Центр уезда                | Город, районный центр, Украина  |
| Недригайлов | 5151                  | Заштатный город            | Пгт, районный центр, Украина    |
| Славянск    | 5840                  | Заштатный город            | Город, районный центр, Украина  |
| Старобельск | 1142                  | Центр уезда                | Город, районный центр, Украина  |
| Сумы        | 13 223                | Центр уезда                | Город, областной центр, Украина |
| Харьков     | 23 612                | Центр одноимённой губернии | Город, областной центр, Украина |

## Херсонская губерния
| город          | численность населения | статус в 1840 году         | современный статус                              |
| -------------- | --------------------- | -------------------------- | ----------------------------------------------- |
| Александрия    | 4835                  | Центр уезда                | Город, районный центр, Украина                  |
| Ананьев        | н. д.                 | Центр уезда                | Город, районный центр, Украина                  |
| Бериславль     | 4827                  | Заштатный город            | Берислав. Город, районный центр, Украина        |
| Бобринец       | 4874                  | Центр уезда                | Город, районный центр, Украина                  |
| Вознесенск     | н. д.                 | В военном ведомстве        | Город, районный центр, Украина                  |
| Григориополь   | 3596                  | Заштатный город            | Город, районный центр в Приднестровье, Молдавия |
| Дубоссары      | 4301                  | Заштатный город            | Город, районный центр в Приднестровье, Молдавия |
| Елисаветград   | н. д.                 | В военном ведомстве        | Кропивницкий. Город, областной центр, Украина   |
| Николаев       | 29 654                | Заштатный город            | Город, областной центр, Украина                 |
| Новогеоргиевск | н. д.                 | В военном ведомстве        | Затоплен водами Кременчугского водохранилища    |
| Новомиргород   | н. д.                 | В военном ведомстве        | Город, районный центр, Украина                  |
| Овидиополь     | 2882                  | Заштатный город            | Пгт, районный центр, Украина                    |
| Ольвиополь     | н. д.                 | В военном ведомстве        | Первомайск. Город, районный центр, Украина      |
| Очаков         | 4572                  | Заштатный город            | Город, районный центр, Украина                  |
| Тирасполь      | 3596                  | Центр уезда                | Город, столица Приднестровья (Молдавия)         |
| Херсон         | 19 577                | Центр одноимённой губернии | Город, областной центр, Украина                 |

## Черниговская губерния
| город              | численность населения | статус в 1840 году         | современный статус                               |
| ------------------ | --------------------- | -------------------------- | ------------------------------------------------ |
| Березна            | 6701                  | Заштатный город            | Пгт, Украина                                     |
| Борзна             | 8254                  | Центр уезда                | Город, районный центр, Украина                   |
| Глухов             | 8316                  | Центр уезда                | Город, районный центр, Украина                   |
| Городня            | 2468                  | Центр уезда                | Город, районный центр, Украина                   |
| Козелец            | 3749                  | Центр уезда                | Пгт, районный центр, Украина                     |
| Конотоп            | 7480                  | Центр уезда                | Город, районный центр, Украина                   |
| Короп              | 4134                  | Заштатный город            | Пгт, Украина                                     |
| Кролевец           | 6188                  | Центр уезда                | Город, районный центр, Украина                   |
| Мглин              | 6523                  | Центр уезда                | Город, районный центр в Брянской области, Россия |
| Нежин              | 18 312                | Центр уезда                | Город, районный центр, Украина                   |
| Новгород-Северский | 4570                  | Центр уезда                | Город, районный центр, Украина                   |
| Новое Место        | 1440                  | Заштатный город            | Село в Брянской области, Россия                  |
| Новозыбков         | 5688                  | Центр уезда                | Город, районный центр в Брянской области, Россия |
| Остёр              | 3302                  | Центр уезда                | Город, Украина                                   |
| Погар              | 3784                  | Заштатный город            | Пгт, районный центр в Брянской области, Россия   |
| Сосница            | 5074                  | Центр уезда                | Пгт, районный центр, Украина                     |
| Стародуб           | 9481                  | Центр уезда                | Город, районный центр в Брянской области, Россия |
| Сураж              | 1409                  | Центр уезда                | Город, районный центр в Брянской области, Россия |
| Чернигов           | 11 100                | Центр одноимённой губернии | Город, областной центр, Украина                  |

## Эстляндская губерния
| город           | численность населения | статус в 1840 году         | современный статус                       |
| --------------- | --------------------- | -------------------------- | ---------------------------------------- |
| Балтийский порт | 320                   | Заштатный город            | Палдиски. Город в Эстонии                |
| Везенберг       | 1276                  | Центр уезда                | Раквере. Город, уездный центр в Эстонии  |
| Вейсенштейн     | 3044                  | Центр уезда                | Пайде. Город, уездный центр в Эстонии    |
| Гапсаль         | 948                   | Центр уезда                | Хаапсалу. Город, уездный центр в Эстонии |
| Ревель          | 23 259                | Центр Эстляндской губернии | Таллин. Город, столица Эстонии           |

## Якутская область
| город         | численность населения | статус в 1840 году        | современный статус                     |
| ------------- | --------------------- | ------------------------- | -------------------------------------- |
| Верхоянск     | 98                    | Центр округа              | Город, районный центр в Якутии, Россия |
| Вилюйск       | 296                   | Центр округа              | Город, районный центр в Якутии, Россия |
| Жиганск       | н. д.                 | Заштатный город           | Село, районный центр в Якутии, Россия  |
| Зашиверск     | н. д.                 | Заштатный город           | Покинут жителями                       |
| Олёкминск     | 108                   | Центр округа              | Город, районный центр в Якутии, Россия |
| Среднеколымск | 185                   | Заштатный город           | Город, районный центр в Якутии, Россия |
| Якутск        | 2837                  | Центр одноимённой области | Город, центр Республики Якутия, Россия |

## Ярославская губерния
| город     | численность населения | статус в 1840 году         | современный статус                                          |
| --------- | --------------------- | -------------------------- | ----------------------------------------------------------- |
| Данилов   | 3226                  | Центр уезда                | Город, районный центр в Ярославской области, Россия         |
| Любим     | 2302                  | Центр уезда                | Город, районный центр в Ярославской области, Россия         |
| Молога    | 3284                  | Центр уезда                | Затоплен водами Рыбинского водохранилища                    |
| Мышкин    | 1812                  | Центр уезда                | Город, районный центр в Ярославской области, Россия         |
| Петровск  | 1383                  | Заштатный город            | Петровское. Пгт в Ярославской области, Россия               |
| Пошехонье | 2957                  | Центр уезда                | Город, районный центр в Ярославской области, Россия         |
| Романов   | 7350                  | Центр уезда                | Тутаев. Город, районный центр в Ярославской области, Россия |
| Ростов    | 7752                  | Центр уезда                | Город, районный центр в Ярославской области, Россия         |
| Рыбинск   | 7490                  | Центр уезда                | Город, районный центр в Ярославской области, Россия         |
| Углич     | 8254                  | Центр уезда                | Город, районный центр в Ярославской области, Россия         |
| Ярославль | 33 197                | Центр одноимённой губернии | Город, центр Ярославской области, Россия                    |

## Отдельные градоначальства

### Измаильское градоначальство
| город  | численность населения | статус в 1840 году    | современный статус             |
| ------ | --------------------- | --------------------- | ------------------------------ |
| Измаил | 21 908                | Центр градоначальства | Город, районный центр, Украина |
| Килия  | 5394                  | Заштатный город       | Город, районный центр, Украина |
| Рени   | 6304                  | Заштатный город       | Город, районный центр, Украина |

### Керчь-Еникольское градоначальство
| город | численность населения | статус в 1840 году    | современный статус                |
| ----- | --------------------- | --------------------- | --------------------------------- |
| Керчь | 9942                  | Центр градоначальства | Город республиканского подчинения |

### Одесское градоначальство
| город  | численность населения | статус в 1840 году    | современный статус              |
| ------ | --------------------- | --------------------- | ------------------------------- |
| Одесса | 55 000                | Центр градоначальства | Город, областной центр, Украина |

### Таганрогское градоначальство
| город     | численность населения | статус в 1840 году    | современный статус                                       |
| --------- | --------------------- | --------------------- | -------------------------------------------------------- |
| Мариуполь | 3679                  | Заштатный город       | Город областного подчинения, Украина                     |
| Нахичеван | 11 064                | Заштатный город       | Вошёл в состав Ростова-на-Дону                           |
| Таганрог  | 12 565                | Центр градоначальства | Город областного подчинения в Ростовской области, Россия |